# You Remind Me
You Remind Me è il singolo di debutto della cantante statunitense Mary J. Blige, scritto da Eric Milteer e prodotto da Dave "Jam" All. Il singolo è stato pubblicato nell'estate del 1991 per promuovere la colonna sonora del film Strictly Business, per poi essere inserito l'anno successivo nel primo album della cantante, What's the 411?. Il brano ha raggiunto la prima posizione della Hot R&B/Hip-Hop Songs ed è entrato nella top40 della Billboard Hot 100, oltre ad essere stata certificata disco d'oro dalla RIAA con oltre 500 000 copie vendute.  La canzone ha avuto successo grazie a un remix molto più ballabile rispetto all'originale, in cui è presente il rapper Greg Nice come ospite.

## Classifiche
| Classifica (1992)                                 | Posizione |
| ------------------------------------------------- | --------- |
| U.S. Billboard Hot 100                            | 29        |
| U.S. Billboard Hot R&B Singles                    | 1         |
| U.S. Billboard Hot Dance Music/Maxi-Singles Sales | 7         |
| U.S. Billboard Rhythmic Top 40                    | 23        |